# 滇蛙
滇蛙（学名：Nidirana pleuraden），一种分布于中国西南地区的两栖动物，隶属于蛙科琴蛙属。

## 形态特征
滇蛙体长55毫米左右。身体背部呈橄榄绿色或略带黄色，斑纹变异较大，常有或宽或窄的浅色脊线，脊线两侧的斑点相连成明显的黑纹，有分散的小黑斑点。